# Schienenzeppelin
El Schienenzeppelin (pronunciación en alemán: /ˈʃiːnənˌtsɛpəliːn/) o zepelín sobre rieles era un automotor experimental cuya forma recordaba a la de un dirigible Zeppelin. Fue diseñado y desarrollado por el ingeniero aeronáutico alemán Franz Kruckenberg en 1929. La propulsión se realizaba mediante una hélice situada en la parte trasera, capaz de acelerar el automotor hasta los 230,2 km/h (143 mph), estableciendo el récord de velocidad ferroviario para un vehículo impulsado con un motor de gasolina. Solo se construyó una unidad, que debido a problemas de seguridad permaneció fuera de servicio y finalmente se desmanteló en 1939.

## Historia

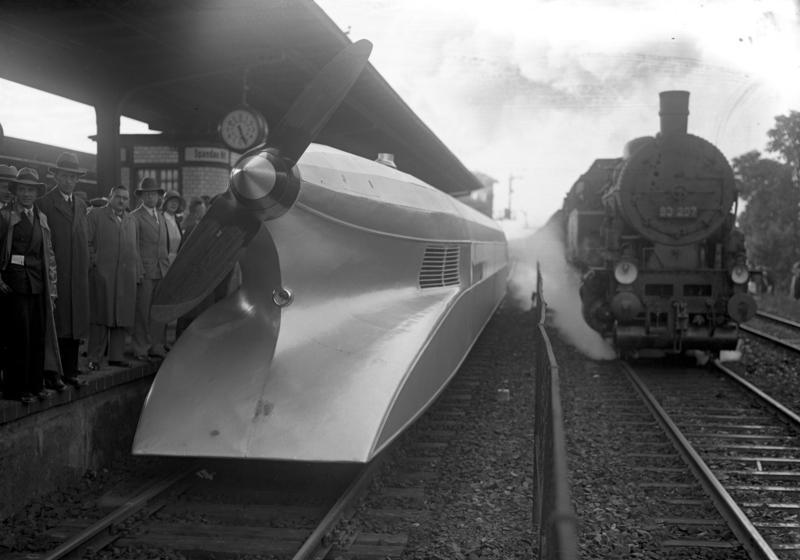
Vista trasera, con la hélice de impulsión

Anticipándose al diseño alemán, el automotor ruso experimental de alta velocidad Aerovagón de comienzos de la década de 1920 también estaba equipado con un motor de avión y una hélice.
El Schienenzeppelin se construyó a principios de 1930 en los talleres de la Compañía de los Ferrocarriles Imperiales Alemanes (Deutsche Reichsbahn) situados en Hannover-Leinhausen. El trabajo se completó en otoño del mismo año. El vehículo tenía 25,85 m de largo y solo dos ejes, con un batalla de 19,6 m. Su altura era de 2,8 m. Como se construyó originalmente, tenía dos motores aeronáuticos BMW IV de gasolina de 6 cilindros unidos entre sí (más tarde un solo BMW VI de 12 cilindros, con una potencia de 600 caballos (608,3 CV)) que impulsaban una hélice de madera de fresno de paso fijo de cuatro palas (posteriormente de dos palas). El eje de transmisión se elevó siete grados por encima de la horizontal para dar al vehículo algo de empuje hacia abajo. La carrocería del Schienenzeppelin era aerodinámica, tenía un cierto parecido con el popular dirigibleZeppelin de la misma época, y estaba construido con aluminio al estilo de un avión para reducir su peso. El automotor podía transportar hasta 40 pasajeros, y su espartano interior estaba diseñado al estilo de la Escuela de la Bauhaus.
El 10 de mayo de 1931, el Schienenzeppelin superó por primera vez una velocidad de 200 km/h (124,3 mph). Posteriormente, se exhibió al público en general en toda Alemania. El 21 de junio de 1931, estableció un nuevo récord mundial de velocidad ferroviaria al alcanzar 230,2 km/h (143 mph) en la Línea Berlín-Hamburgo entre Karstädt y Perleberg, registro que no fue superado por ningún otro vehículo ferroviario hasta 1954. El automotor todavía tiene el récord de velocidad para un vehículo ferroviario de gasolina. Esta alta velocidad era atribuible, entre otras cosas, a su bajo peso, que era solo de 20,3 toneladas (20 300 kg).

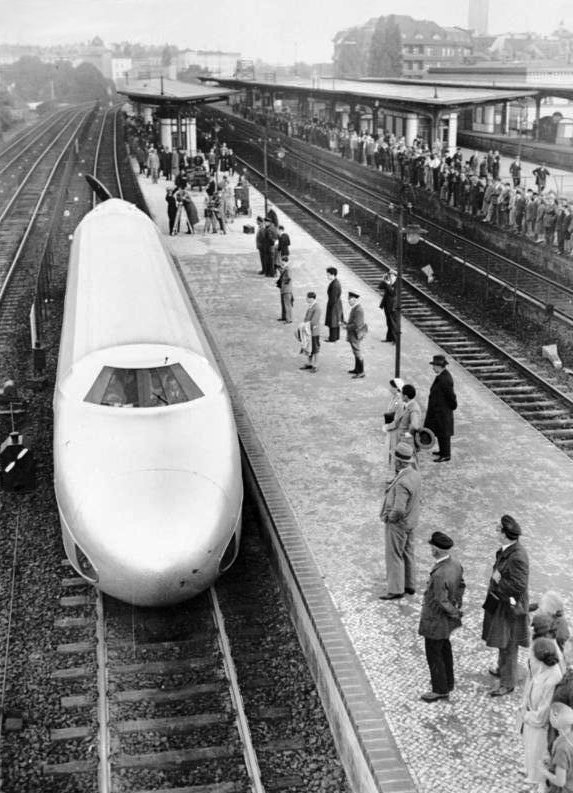
Vista frontal del Schienenzeppelin en su forma original. Fotografía tomada en Berlín en la mañana de la consecución del récord, el 21 de junio de 1931

En 1932, Kruckenberg inició un nuevo proyecto con el coche de ferrocarril que implicó modificaciones significativas. Se cortó justo detrás de las ruedas delanteras y recibió una parte delantera completamente nueva con un bogie de dos ejes, un diseño semejante al del posterior automotor 137 155. El eje único trasero permaneció como estaba. Las modificaciones se completaron en noviembre de 1932. Se mantuvo el motor aeronáutico, aunque la transmisión de potencia pasó a ser hidráulica mediante dos convertidores Föttinger montados en el bogie delantero, capaces de desplazar el coche en ambos sentidos de marcha. Se instaló un carenado puntiagudo en lugar de la hélice. El vehículo resultante tenía una configuración de ruedas B-1, con un bogie delantero motorizado. Esta versión del vehículo llegó a alcanzar los 180 km/h (111,8 mph) a principios de 1933.
Debido a muchos problemas con el prototipo Schienenzeppelin, el Deutsche Reichsbahn decidió seguir su propio camino en el desarrollo de un coche de alta velocidad, lo que llevó al desarrollo del Fliegender Hamburger (Hamburgués Volador) en 1933. Este nuevo diseño era adecuado para el servicio regular y sirvió también como base para posteriores desarrollos de coches de viajeros. Sin embargo, muchas de las ideas de Kruckenberg, basadas en los experimentos con el Schienenzeppelin y los viajes en tren de alta velocidad, se abrieron paso en los diseños posteriores de los automotores del DRG.

A principios de 1934 se remodeló por última vez el Schienenzeppelin, y se le instaló un motor Maybach GO 5. En julio de 1934 se vendió a al Deutsche Reichsbahn por 10.000 marcos. Cinco años más tarde, en 1939, el zepelín ferroviario fue finalmente desguazado porque el ejército alemán necesitaba su material.

## Desventajas
El fracaso del Schienenzeppelin se ha atribuido a distintos motivos; desde los peligros de usar una hélice descubierta en estaciones de tren abarrotadas de público, hasta la feroz competencia entre la compañía de Kruckenberg y los propios esfuerzos independientes del Deutsche Reichsbahn para construir automotores de alta velocidad.
Una desventaja del zepelín ferroviario era la dificultad inherente para remolcar coches adicionales para formar un tren, debido a su construcción. Además, el vehículo no podía usar su hélice para subir pendientes pronunciadas, ya que se producían problemas de separación de flujo cuando se aplicaba la máxima potencia. Por lo tanto, se necesitaba un medio adicional de propulsión para tales circunstancias.
Los problemas de seguridad se han asociado con la circulación de unidades de alta velocidad en la red de vías antiguas, con la dificultad para dar marcha atrás al vehículo y con el funcionamiento de una hélice al descubierto cerca de los pasajeros.